# Gwiazdozbiór Żyrafy
Żyrafa (łac. Camelopardalis, dop. Camelopardalis, skrót Cam) zwana też Wielbłądem – 18. co do wielkości, gwiazdozbiór okołobiegunowy nieba północnego pomiędzy Gwiazdą Polarną a Woźnicą. Liczba gwiazd dostrzegalnych nieuzbrojonym okiem: około 50. Widoczny w Polsce przez cały rok. Najlepiej obserwować go w miesiącach zimowych. Wtedy około godziny 2100 znajduje się blisko zenitu. Przedstawia żyrafę z głową usytuowaną blisko północnego bieguna niebieskiego. Długa szyja Żyrafy rozciąga się w kierunku gwiazdozbiór Małej Niedźwiedzicy i Smoka, omijając po drodze północny biegun niebieski. Wcześniej w tym miejscu wyobrażano wielbłąda.

## Pochodzenie nazwy
Należy do stosunkowo młodych konstelacji. Wyznaczony przez holenderskiego astronoma, geografa i duchownego Petrusa Planciusa w 1613 roku i umieszczony w obszarze nieba uważanym przez Greków za pozbawiony gwiazd. Sądzili tak dlatego, że jasność gwiazd, które znajdują się w konstelacji, nie są większe niż czwarta wielkość gwiazdowa. Niemiecki astronom Jakub Bartsch umieścił tę konstelację w atlasie nieba w 1624 roku. Opisał ją jako wielbłąda, na którym Rebeka wjechała na swój ślub z Izaakiem.
Gwiazdozbiór zaproponowany w 1624 roku, przypisywany również Janowi Heweliuszowi, który jako pierwszy zamieścił go w wydanym pośmiertnie w 1690 roku atlasie Firmamentum Sobiescianum.

## Wybrane obiekty
Osiem gwiazd o wielkości od 4,0 do 4,8m obrysowuje delikatną figurę przypominającą żyrafę. Znalezienie właściwych gwiazd utrudnia spora ilość innych, niewiele ciemniejszych, które migocą w tle tego gwiazdozbioru, szczególnie w jego południowej części, znajdującej się w Drodze Mlecznej.
- Najjaśniejsza gwiazda to Beta (β) Camelopardalis (4,03m), jest składnikiem układu podwójnego, której słabszy składnik (7,4m) można dojrzeć małym teleskopem.
- Na południe od Bety (β) Cam leżą 11 i 12 Camelopardalis – luźna para ze składnikami piątej i szóstej wielkości.
- Gwiazda CS Cam o jasności około 4,29m wykazuje zmienność typu Alfa Cygni.
- Gwiazda BE Cam to jasny olbrzym późnego typu, który wykazuje nieregularne zmienności o amplitudzie 1m.
- 7 Cam – układ potrójny. Składniki A stanowią układ podwójny spektroskopowy. Obserwowana jasność układu zmienia się od 4,47 do 4,50m. Okres zmienności to około 3,9 dnia. Składnik B oddalony o mniej niż minutę, a jego jasność – 7,8m. Trzeci składnik oddalony o 26 sekund łuku. jego jasność wynosi około 11,3m.
- Natomiast gwiazdy CE Cam i BK Cam to gwiazdy należące do grupy nieregularnych, zmiennych gwiazd typu Gamma Cas[2].
- W obrębie zadu Żyrafy leży NGC 1502 mała gromada otwarta o jasności około 6,9m, zawierająca około 45 gwiazd, widoczna przez lornetkę. Przez lornetkę można też dostrzec długi łańcuch słabych gwiazd, zwany Kaskadą Kemble’a, prowadząca od NGC 1502 w kierunku Kasjopei. Ten układ gwiazd wziął swą nazwę od Luciano Kemble’a, kanadyjskiego astronoma amatora, który pierwszy zwrócił na nią uwagę w latach 70 XX wieku. Żadne z tych gwiazd nie są jednak ze sobą związane.
- NGC 2403 to galaktyka spiralna dziewiątej wielkości gwiazdowej, leżąca w odległości 8 milionów lat świetlnych. Oglądana małym teleskopem wygląda jak kometa. Jest jedną z najjaśniejszych i najbliższych Ziemi galaktyk spoza Grupy Lokalnej. NGC 2403 jest również pierwszą galaktyką, w której odkryto gwiazdę typu cefeida. Obiekt ten został później wykorzystany do wyznaczenia odległości tej galaktyki od Słońca.[2]

## Rój meteorów
Z gwiazdozbioru promieniuje skąpy rój meteorów Kamelopardalidów, dający tylko kilka meteorów na godzinę.